# Ниган
Ни́ган (англ. Negan) (в комиксах указывается фамилия Нигана — Смит) — вымышленный персонаж франшизы «Ходячие мертвецы». Впервые появился в комиксах «Ходячие мертвецы», а в сериальной экранизации его роль исполнил актёр Джеффри Дин Морган. Также актёр вернулся к роли Нигана в спин-оффе 2023 года «Ходячие мертвецы: Мёртвый город».

## Описание и биография персонажа
Ниган — лидер группы выживших под названием Спасители, которые дислоцируются в Убежище (Вашингтон после апокалипсиса). Несмотря на благие мотивы, направленные на выживание людей в условиях зомби-апокалипсиса, является жестоким человеком, не склонным к гуманизму. Как ни странно, его методы реально помогают выживать тем, кто к нему примкнул. В своей группе является непререкаемым авторитетом — его боятся все без исключения.
Почти ничего не известно о его жизни до наступления апокалипсиса. По словам Роберта Киркмана, Ниган был продавцом подержанных автомобилей в штате Вирджиния. В начале 11 сезона раскрываются подробности биографии, где показано как Ниган «сидел на шее» у больной жены после увольнения с должности школьного учителя физкультуры. В комиксе Ниган был учителем и вёл уроки по пинг-понгу. Его жену звали Люсиль. После распространения зомби-вируса она покончила с собой и превратилась в ходячего мертвеца. Впоследствии была сожжена в собственном доме Ниганом.
После апокалипсиса Ниган сколотил банду рейдеров из преступников и людей, отринувших старую мораль и принявших новые уклады. Банда терроризировала другие общины выживших. Ниган, помимо обычных мер насилия, психологически ломает всех способных к сопротивлению. Любые выступления против него и его банды пресекаются демонстративно жестокими смертельными расправами. Подчинившиеся общины регулярно отдают продукты и материальные ценности банде Нигана.

### Люсиль
Своё любимое оружие, бейсбольную биту, на которую намотана колючая проволока, Ниган назвал в честь покойной жены.
22 ноября 2016 года по сообщению американской Администрации транспортной безопасности фанат «Ходячих мертвецов» пытался пронести в самолёт копию бейсбольной биты Нигана, однако бита была конфискована.

## Создание персонажа
По утверждению создателя комиксов Чарли Адларда, образ Нигана был основан на рок-музыканте и актёре Генри Роллинзе. Роберт Киркман разрабатывал сквернословную манеру речи персонажа, наблюдая за своими знакомыми. Идея о создании персонажа пришла к Киркману после того, как в одном из ранних сюжетов Рик Граймс вынужден был убить Гленна Ри, чтобы защитить своего сына Карла.
Автор статей онлайн-журнала Канобу Владимир Сединкин предположил, что сцена казни людей Рика Граймса позаимствована из фильма Тарантино «Бесславные ублюдки», также как Ниган со своей битой в качестве прообраза восходит к Донни Доновицу по прозвищу «Жид-медведь».

## Сериал
Дебют Нигана в сериале случился в последнем эпизоде шестого сезона «Ходячих мертвецов». С середины сезона он лишь упоминался и действовал через своих подчинённых, которые слепо ему подчинялись, называя себя Ниганом.
В 2023 году был выпущен сериал «Ходячие мертвецы: Мёртвый город», в котором главными героями стали Ниган и Мэгги. Главные герои преследуют бывшего участника банды Нигана по прозвищу Хорват, похитившего сына Мэгги Хёршелла.

## Отзывы и признание
По признанию Джеффри Моргана он был очень рад получив роль Нигана, так как является фанатом комиксов «Ходячие мертвецы». За роль Нигана актёр получил премию «Выбор телевизионных критиков» в номинации лучшей приглашённой звезды и Кинонаграду MTV лучшему кинозлодею (2017).

## Игры
В игре Tekken 7 есть игровой персонаж Ниган.
В игре brawlhalla есть скин-кроссовер на Нигана.